# Эзри Дакс
Эзри (Тиган) Дакс (англ. Ezri Dax, произносится /ˈɛzri ˈdæks/) — женщина-трилл, персонаж фантастического сериала «Звёздный путь: Глубокий космос 9», впервые появляется в седьмом сезоне сериала. Является девятым носителем трилла-симбионта по имени Дакс.

## Кастинг
Персонаж Эзри Тиган Дакс появляется в сериале после ухода Терри Фаррелл (Джадзия Дакс была убита Дукатом в серии «Слёзы пророков»).
Николь де Бур пробовалась на роль в 1998, в то время она считалась «одной из самых перспективных актрис в Канаде». Она использовала свою собственную камеру, чтобы записать на плёнку свои пробы. Де Бойер признаёт, что на момент проб она даже не знала, кто такие триллы. Но она была способной ученицей, Николь просмотрела все предшествующие серии телешоу для того, «чтобы проследить, как развивался персонаж Джадзии».

## Биография
Эзри Дакс появилась в первом эпизоде седьмого сезона. Она родилась в городе Новый Сидней. Её мать, Янас Тиган, занималась горнодобывающей промышленностью. Также у неё было двое братьев, Джанел и Норво. Эзри всегда мечтала покинуть семью и сделала это, поступив на обучение в Академию Звёздного флота.
Предыстория рассказывает, что энсин Эзри Тиган, трилл и служащая Звёздного флота, после окончания Академии Звёздного флота была назначена на военный корабль USS Destiny в качестве помощника корабельного советника. Она не испытала особого восторга от слияния с симбионтом Даксом (серия «Тени и символы»).
После того, как капитан-лейтенант Джадзия Дакс погибла на борту станции «Глубокий космос 9» от рук одержимого Призраками Па Дуката, симбионт Дакс был спасён доктором Джулианом Баширом и отослан к триллам. Однако, симбионту становится хуже во время перелёта на USS Destiny и, поскольку единственным триллом, не соединённым с симбионтом, на борту была Эзри Тиган, её просят соединиться с Даксом, чтобы спасти ему жизнь. Тогда она даже не проходила программу подготовки к соединению. Эзри — девятый носитель Дакса.
После соединения с Даксом на девушку обрушивается огромное количество его воспоминаний, так что Эзри не до конца понимает кто же она на самом деле такая. В этот момент у Эзри начинаются серьёзные проблемы в общении с семьёй и друзьями. Она отправляется на планету Трилл чтобы с помощью Комиссии по симбиозу разобраться в себе, но Комиссия ничем не смогла помочь кроме как посоветовать несколько книг о симбиозе и тогда Эзри находит Бенджамина Сиско, друга двух носителей Дакса до неё. В этот момент Бенджамин занимается поисками Сферы Эмиссара и Эзри вызывается помочь ему в поисках. Вместе с Бенджамином и его сыном, Джейком Сиско, она отправляется на планету Тайри. Во время перелёта на Тайри у Эзри начинается космическая болезнь.
Через некоторое время Эзри Дакс получает назначение на станцию «Глубокий космос 9» и быстро получает звание лейтенанта благодаря своему обширному опыту и знаниям, полученным от симбионта. Она работает станционным советником.
Джадзия Дакс была замужем за капитан-лейтенантом Ворфом, который сначала отказывается говорить с Эзри, так как убеждён, что Джадзия перешла в Sto-Vo-Kor (клингонский рай — практически клингонский аналог Вальхаллы) и даже её часть больше не может существовать в материальном мире через симбионта. Однако, со временем они становятся друзьями.
В конце сериала у Эзри начинается роман с доктором Баширом.

## После сериала
В некоторых неканонических романах о перезапуске «Глубокого космоса 9» Эзри остаётся на станции, но вскоре получает звание старшего лейтенанта и становится должностным лицом военного корабля. После миссии к триллам, домой, она и Башир расстаются, но решают остаться друзьями. В трилогии «Звёздный путь: USS Destiny» Эзри стала капитаном корабля класса «Веста» USS Aventine.